# Тарикат (жаргон)
Вижте пояснителната страница за други значения на Тарикат.
Тарикат в жаргонния смисъл значи схватлив човек, лесно справящ се без чужда помощ с пречки. По всяка вероятност изразът прониква непроменен в българския, но със специфична семантика, посредством народния фолклор като този за Настрадин Ходжа и Хитър Петър.
На Балканите, т.е. в Румелия, в българския език и от другата страна на Босфора на Константинопол, изразът е жаргонен и само в изключителни случаи с отрицателна конотация.
Поговорката „Докато има балъци ще има и тарикати“ се явява пример за семантичен шум, буквалния превод на думите е: тарикат – член на суфистка секта, балък (balık) – риба (тур.) .